# Cnesmone subpeltata
Cnesmone subpeltata är en törelväxtart som beskrevs av Henry Nicholas Ridley. Cnesmone subpeltata ingår i släktet Cnesmone och familjen törelväxter. Inga underarter finns listade i Catalogue of Life.